# Flota d'Aigües Nacionals
La Flota d'Aigües Nacionals (anglès: Home Fleet) era una flota de la Royal Navy que va operar des de les aigües territorials del Regne Unit des de 1902 amb intervals fins a 1967. El 1967, es va fusionar amb la Flota de la Mediterrània creant la nova Flota Occidental.
Abans de la Primera Guerra Mundial, estava formada pels quatre vaixells de la Guàrdia Portuària. El 1905 va ser desestablert, i del 1905 al 1907 els vaixells restants en un estat de preparació menor es van dividir en les divisions de reserva (Divisió de Devonport, Divisió de Nore i Divisió de Portsmouth). Durant la Primera Guerra Mundial, estava formada per alguns dels vaixells més antics de la Royal Navy. Durant la Segona Guerra Mundial, va ser la principal força de batalla de la Royal Navy a les aigües europees.

## Abans de la Primera Guerra Mundial
En els primers anys del segle xx, la Royal Navy tenia quatre vaixells de la "Guàrdia Portuària", estacionats a les principals bases navals, parcialment per actuar com a vaixells insígnia dels almiralls que comandaven en aquests ports. Sembla que aquests vaixells estaven estacionats a Nore, Portsmouth i Plymouth, així com una altra base important.
L'1 d'octubre de 1902, l'Almirall Superintendent de Reserves Navals, aleshores el vicealmirall Gerard Noel, va rebre el nomenament addicional de Comandant en Cap de la Home Fleet i se li va assignar un contraalmirall per servir sota ell com a comandant de l'Esquadró Local."... el nucli de la Home Fleet consistiria en els quatre vaixells de la Guàrdia Portuària, que serien retirats de les seves diversos drassanes disperses i es convertirien en un comandament marítim unificat i permanent, el Home Squadron, basat a Portland. la direcció del comandant en cap de la Flota Nacional serien els vaixells de la Guàrdia Costanera, que continuarien atracats majoritàriament als seus respectius ports de districte per dur a terme les seves funcions locals, però s'incorporarien a l'Esquadró Home. per al treball al mar almenys tres vegades a l'any, moment en què la força reunida (l'esquadró d'inici i els vaixells de la Guàrdia Costanera) seria coneguda col·lectivament com la Flota d'Aigües Nacionals". El contraalmirall George Atkinson-Willes era el segon al comandament de la Flota Nacional, amb la seva bandera al cuirassat HMS Empress of India, en aquest moment. El maig de 1903 Noel va ser succeït com a comandant en cap pel vicealmirall Sir Arthur Wilson.
El 14 de desembre de 1904, la Flota del Canal es va convertir en Flota de l'Atlàntic i la Flota d'Aigües Nacionals es va convertir en ka Flota del Canal. El 1907, la Home Fleet va ser reformada amb el vicealmirall Francis Bridgeman al comandament, succeït per l'almirall Sir William May el 1909. Bridgeman va prendre el comandament de nou el 1911, i el mateix any va ser succeït per l'almirall Sir George Callaghan. El 29 de març de 1912 es va anunciar una nova estructura de la flota, que va entrar en vigor l'1 de maig de 1912. L'antiga Home Fleet, que estava organitzada en quatre divisions, es va dividir en la Primera, Segona i Tercera Flota com a Home Fleet. Les Home Fleets van ser els comandaments domèstics unificats de la Marina a les aigües britàniques des de 1912 fins a 1914. El 4 d'agost de 1914, quan esclatava la Primera Guerra Mundial, John Jellicoe va rebre l'ordre de prendre el comandament de la Flota, que per la seva ordre de nomenament va ser rebatejat com a Gran Flota.

### Comandant en Cap, Flota d'Aigües Nacionals
Els ocupants del càrrec durant el període de preguerra van ser:'
|                                            | Rang         | Estendard | Nom               | Terme                                       |
| ------------------------------------------ | ------------ | --------- | ----------------- | ------------------------------------------- |
| Comandant en Cap, Flota d'Aigües Nacionals |              |           |                   |                                             |
| 1                                          | Vicealmirall |           | Sir Gerard Noel   | 1 d'octubre de 1902 – 21 de maig de 1903    |
| 2                                          | Vicealmirall |           | Sir Arthur Wilson | 21 de maig de 1903 – 31 de desembre de 1904 |

|                                            | Rang         | Estendard | Nom                   | Terme                                        |
| ------------------------------------------ | ------------ | --------- | --------------------- | -------------------------------------------- |
| Comandant en Cap, Flota d'Aigües Nacionals |              |           |                       |                                              |
| 1                                          | Vicealmirall |           | Sir Francis Bridgeman | 5 de març de 1907 – 24 de març de 1909       |
| 2                                          | Vicealmirall |           | Sir William May       | 24 de març de 1909 – 1911                    |
| 3                                          | Vicealmirall |           | Sir Francis Bridgeman | 25 de març de 1911 – 5 de desembre de 1911   |
| 4                                          | Vicealmirall |           | Sir George Callaghan  | 5 de desembre de 1911 – 31 de juliol de 1912 |

#### Segon al comandament
Els ocupants al càrrec van ser:
|                                                  | Rang           | Estendard | Nom                       | Terme                                        |
| ------------------------------------------------ | -------------- | --------- | ------------------------- | -------------------------------------------- |
| Segon al comandament, Flota d'Aigües Nacionals ' |                |           |                           |                                              |
| 1                                                | Contraalmirall |           | George L. Atkinson-Willes | octubre de 1902 – maig de 1903               |
| 2                                                | Contraalmirall |           | Edmund S. Poe             | Maig de 1903 – juny de 1904                  |
| 3                                                | Contraalmirall |           | Charles J. Barlow         | juny – desembre de 1904                      |
| 4                                                | Vicealmirall   |           | Sir Archibald Berkeley    | 5 de desembre de 1911 – 31 de juliol de 1912 |
| 5                                                | Vicealmirall   |           | Sir George A. Callaghan   | d'agost de 1910 – de desembre de 1911        |
| 6                                                | Vicealmirall   |           | Sir John R. Jellicoe      | de desembre de 1911 – 31 de juliol de 1912   |

#### Cap de l'Estat Major
Els ocupants al càrrec van ser:
|                                                | Rang           | Estendard | Nom                       | Terme                        |
| ---------------------------------------------- | -------------- | --------- | ------------------------- | ---------------------------- |
| Cap de l'Estat Major, Flota d'Aigües Nacionals |                |           |                           |                              |
| 1                                              | Contraalmirall |           | Hon. Alexander E. Bethell | gener de 1908 – març de 1909 |

## Tres Flotes Locals, 1912–1914
Les Home Fleets van ser una nova organització dels comandaments domèstics unificats de la Royal Navy (Primera, Segona i Tercera Flotes) instituït el 31 de juliol de 1912 fins al desembre de 1914. El comandant en cap dels tres comandaments domèstiques informava al Comandant en cap, Flotes domèstiques.
El 8 d'agost de 1914, les unitats de la Flota d'Aigües Nacionals es van distribuir d'acord amb l'Ordre de la Flota de l'Almirallat, la majoria dels elements que formaven la nova Gran Flota, altres van ser assignats a les unitats següents: Flota del Canal, Patrulla del Nord-Força de creuers B, 7è Esquadró de creuers-Força de creuers, 11è Esquadró de Creuers-Força de Creuers E, Patrulla de Dover Patrol, Flotilles de Harwich, 7a Flotilla de Destructors, 8a Flotilla de Destructors, 9a Flotilla de Destructors, 5a Flotilla de Submarins, 6a Flotilla de Submarins, 7a Flotilla de Submarins i la 8a Flotilla de Submarins.

### Comandant en Cap, Flota d'Aigües Nacionalss
|                                                         | Rang     | Estendard | Nom                  | Terme                                      |
| ------------------------------------------------------- | -------- | --------- | -------------------- | ------------------------------------------ |
| Comandant en Cap, Flota d'Aigües Nacionalss/First Fleet |          |           |                      |                                            |
| 1                                                       | Almirall |           | Sir George Callaghan | 31 de juliol de 1912 – de desembre de 1914 |

#### Segon al comandament
Els ocupants al càrrec van ser:
|                                                 | Rang         | Estendard | Nom                                 | Terme                           |
| ----------------------------------------------- | ------------ | --------- | ----------------------------------- | ------------------------------- |
| Segon al comandament, Flotes d'Aigües Nacionals |              |           |                                     |                                 |
| 1                                               | Vicealmirall |           | Sir John R. Jellicoe                | 31 de juliol – desembre de 1912 |
| 2                                               | Vicealmirall |           | the Hon. Sir Stanley C. J. Colville | juny de 1912 – juny de 1914     |
| 3                                               | Vicealmirall |           | Sir Lewis Bayly                     | juny de – d'agost de 1914       |

## Període d'entreguerres
Quan la Gran Flota es va dissoldre l'abril de 1919, els vaixells més poderosos es van agrupar a la Flota de l'Atlàntic i els vaixells més antics es van convertir en la "Flota Nacional"; aquest arranjament va durar fins a finals de 1919, quan els vaixells de la Home Fleet es van convertir en la Flota de Reserva.
El nom "Home Fleet" va ressuscitar el març de 1932, com el nou nom de la Flota de l'Atlàntic, després del motí d'Invergordon. El comandant en cap de la Home Fleet el 1933 va ser l'almirall Sir John Kelly. La Home Fleet estava formada pel vaixell insígnia Nelson al capdavant d'una força que incloïa el 2n esquadró de batalla (cinc cuirassats més), l'esquadró de creuers de batalla (Hood i Renown), el 2n esquadró de creuers (vicealmirall Edward Astley-Rushton) a bord del Dorsetshire (tres creuers), tres flotilles de destructors (27), una flotilla de submarins (sis), dos portaavions i vaixells associats.

### Comandant en Cap, Flota d'Aigües Nacionals
Els ocupants al càrrec durant el període d'entreguerres van ser:
|                                            | Rang     | Estendard | Nom                 | Terme                              |
| ------------------------------------------ | -------- | --------- | ------------------- | ---------------------------------- |
| Comandant en Cap, Flota d'Aigües Nacionals |          |           |                     |                                    |
| 1                                          | Almirall |           | Sir John Kelly      | octubre de 1931 – setembre de 1933 |
| 2                                          | Almirall |           | Sir William Boyle   | setembre de 1933 – agost de 1935   |
| 3                                          | Almirall |           | Sir Roger Backhouse | agost de 1935 – abril de 1938      |

## Segona Guerra Mundial

### Història
La Home Fleet va ser la principal força de batalla de la Royal Navy a les aigües europees durant la Segona Guerra Mundial. El 3 de setembre de 1939, sota les ordres de l'almirall Forbes que hissava la seva bandera al Nelson a Scapa Flow, estava format pel 2n Esquadró de Batalla, l'Esquadró de Creuers de Batalla, el 18è Esquadró de Creuers, Contraalmirall, Destructors, Contraalmirall, Submarins (2a Flotilla de Submarins, Dundee, 6a Flotilla de submarins, Blyth, Northumberland), vicealmirall, portaavions (vicealmirall LV Wells, amb l'Ark Royal, el Furious i el Pegasus), i la força de les Òrcades i les Shetland. La seva principal responsabilitat era evitar que la Kriegsmarine alemanya s'escapés del mar del Nord. Amb aquesta finalitat, es va reactivar la base de la Primera Guerra Mundial a Scapa Flow, ja que estava ben situada per a les intercepcions de vaixells que intentaven fer el bloqueig.

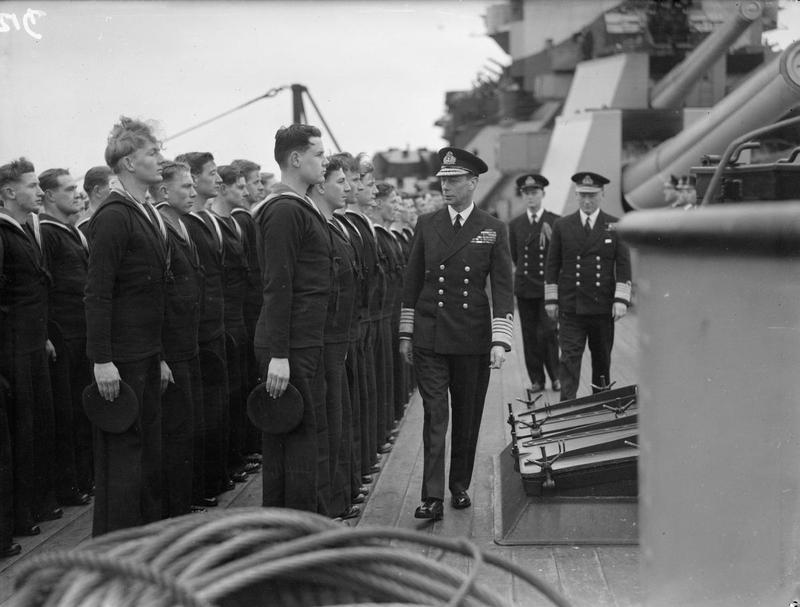
El rei Jordi VI visita la Home Fleet a Scapa Flow el març de 1943

Les dues pèrdues més sorprenents de la Home Fleet durant la primera part de la guerra van ser l'enfonsament de l'antic cuirassat Royal Oak pel submarí alemany U-47 mentre suposadament estava segur a Scapa Flow, i la pèrdua de l'orgull de la Marina, el creuer de batalla Hood, pel cuirassat alemany Bismarck. El 2n Esquadró de Batalla al comandament de l'Almirall Blagrove es va desactivar efectivament quan va morir en l'enfonsament de Royal Oak.
Les àrees operatives de la Home Fleet no estaven circumscrites, i les unitats es van separar a altres zones amb força llibertat. No obstant això, les parts meridionals del mar del Nord i el canal de la Mànega es van fer comandaments separats per a les forces lleugeres, i la intensitat creixent de la batalla de l'Atlàntic va portar a la creació del Comandament d'Aproximacions Occidentals. Només amb la destrucció del cuirassat alemany Tirpitz el 1944, la Home Fleet va assumir una prioritat més baixa, i la majoria de les seves unitats pesades es van retirar per ser enviades a l'Extrem Orient.

### Comandant en Cap, Flota d'Aigües Nacionals
Els ocupants al càrrec durant la Segona Guerra Mundial van ser::
|                                                       | Rang     | Estendard | Nom                | Terme                                       |
| ----------------------------------------------------- | -------- | --------- | ------------------ | ------------------------------------------- |
| Comandant en Cap, Flota d'Aigües Nacionals, 1938–1945 |          |           |                    |                                             |
| 1                                                     | Almirall |           | Sir Charles Forbes | abril de 1938 – desembre de 1940            |
| 2                                                     | Almirall |           | Sir John Tovey     | desembre de 1940 – maig de 1943             |
| 3                                                     | Almirall |           | Sir Bruce Fraser   | Maig de 1943 – juny de 1944                 |
| 4                                                     | Almirall |           | Sir Henry Moore    | 14 de juny de 1944 – 24 de novembre de 1945 |

### Segon al comandament
Els ocupants al càrrec van ser:
|                                  | Rang         | Estendard | Nom                                    | Terme                            |
| -------------------------------- | ------------ | --------- | -------------------------------------- | -------------------------------- |
| Segon al Comandament, Home Fleet |              |           |                                        |                                  |
| 1                                | Vicealmirall |           | Sir Alban T. B. Curteis                | 1941 – juny de 1942              |
| 2                                | Vicealmirall |           | Sir Bruce A. Fraser                    | juny de 1942 – juny de 1943      |
| 3                                | Vicealmirall |           | Sir Henry R. Moore                     | juny de 1943 – juny de 1944      |
| 4                                | Vicealmirall |           | Sir Frederick H. G. Dalrymple-Hamilton | juny de 1944 – abril de 1945     |
| 5                                | Vicealmirall |           | Sir Rhoderick R. McGrigor              | abril de – juliol de 1945        |
| 6                                | Vicealmirall |           | Sir Angus E. M. B. Cunninghame Graham  | juliol de 1945 – octubre de 1946 |

## Després de la Segona Guerra Mundial
Quan va començar la Guerra Freda, es va posar més èmfasi en la protecció de les vies marítimes de l'Atlàntic Nord de la Unió Soviètica en concert amb altres països occidentals. L'almirall Sir Rhoderick McGrigor va supervisar els exercicis combinats de la Western Union que implicaven vaixells de les marines britànica, francesa i neerlandesa entre juny i juliol de 1949. L'almirall McGrigor va hissar la seva bandera al portaavions Implacable. També van participar en els exercicis Victorious i Anson, juntament amb creuers i destructors. Durant l'exercici, la força combinada va fer una visita a Mount's Bay a Cornualla del 30 de juny al 4 de juliol de 1949.
L'almirall Sir Philip Vian, comandant en cap de 1950 a 1952, va hissar la seva bandera al Vanguard. A finals de 1951, el Theseus es va unir a la flota com a vaixell insígnia del 3r Esquadró de Portaavions.
De 1947 a 1957, cuirassats i portaavions superflus van ser assignats a l' Esquadró d'entrenament, Home Fleet amb seu a Portland per proporcionar entrenament bàsic. Els portaavions estacionats aquí es van mobilitzar com a portahelicòpters per a l'operació de Suez el 1956. El desembre de 1951 l'Almirallat va autoritzar la creació d'un nou Esquadró Pesat per ser assignat a la Flota Nacional, format pel cuirassat Vanguard, portaavions i creuers. El seu comandant era conegut com a Oficial de Bandera, Portaavions que tenia la responsabilitat administrativa de tots els transportistes operatius; l'esquadra es va dissoldre l'octubre de 1954.
Després de la Segona Guerra Mundial, els comandaments geogràfics de la Royal Navy es van fusionar gradualment en menys formacions però més grans (1954 a 1971). Després de 1951, el terme flotilla s'aplicava a l'organització de comandament superior dels esquadrons de la Flota Nacional i de la Mediterrània. Els esquadrons de la Home Fleet es van agrupar sota un oficial de bandera, Flotillas, Home Fleet, que es va convertir en el principal oficial de bandera de navegació. Una disposició similar s'aplicava a l'oficial de bandera, flotilles, Flota Mediterrània A l'Extrem Orient, l'Oficial de Bandera del 5è Esquadró de Creuers es va convertir en l'Oficial de Bandera Segon al Comandament de la Flota de l'Extrem Orient amb tasques similars a la navegació marítima.El terme "flotilla submarina" s'utilitzava cada cop més per descriure els esquadrons sota el comandament de l'oficial de bandera dels submarins.
El comandant en cap, Home Fleet, va guanyar una responsabilitat addicional de l'OTAN com a comandant en cap de l'Atlàntic oriental (CINCEASTLANT), com a part del Comandament Aliat Atlàntic, quan es va establir l'estructura de comandament militar de l'OTAN el 1953. a la seu de Northwood al nord-oest de Londres. Tanmateix, el comandant en cap de la Flota Nacional encara onava la seva bandera al Tyne a Portsmouth. Durant l'exercici Mainbrace de 1952, les forces navals de l'OTAN es van reunir per primera vegada per practicar la defensa del nord d'Europa, Dinamarca i Noruega. Les dificultats resultants de la Llei McMahon causades pel possible control britànic de la Marina dels Estats Units els portaavions d'atac de l'Atlàntic armats amb armes nuclears van portar a la creació d'una Flota Atlàntica separada, responsable directament del comandant de la Flota Atlàntica de la Marina dels EUA, en la seva posició de l'OTAN com a SACLANT, a finals de 1952. El vaixell dipòsit de submarins Maidstone va ser el vaixell insígnia de la flota el 1956.
A la primavera de 1960, el Comandant en Cap de la Home Fleet es va traslladar permanentment a terra a Northwood, mentre que l'Oficial de Bandera, Flotillas, Home, va mantenir el control efectiu al mar com a adjunt del Comandant en Cap Cecil Hampshire escriu que els vaixells amb la flota el 1960 incloïen el vaixell insígnia Tyne, un vaixell dipòsit de destructors que aleshores tenia més de 20 anys; el portaavions Victorious i el Albion ; el capamines ràpid Apollo; disset destructors i fragates; i setze submarins. Un altre portaavions, els creuers Lion i Blake; els primers quatre destructors de míssils guiats i altres vaixells estaven en construcció.
El febrer de 1963, tots els esquadrons de fragates i destructors restants de les Flotes d'Aigües Nacionals, del Mediterrani i de l'Extrem Orient es van fusionar en nous Esquadrons d'Escorta. L'abril de 1963, la unitat naval a la seu de Northwood, al nord-oest de Londres, va ser encarregada com a HMS Warrior sota el comandament del llavors Capità de la flota.
El desembre de 1966, tots els esquadrons restants de la Flota d'Aigües Nacionals es van dissoldre. L'any 1967 es va fusionar la Home Fleet amb la Flota de la Mediterrània. Amb la seva àrea de responsabilitat molt augmentada, la formació fusionada va ser redesignada com a Flota Occidental.

### Comandants en Cap
Els ocupants després de la Segona Guerra Mundial van ser:
|                                       | Rang     | Estendard | Nom                    | Terme                            |
| ------------------------------------- | -------- | --------- | ---------------------- | -------------------------------- |
| Comandants en Cap, Home Fleet 1945–67 |          |           |                        |                                  |
| 1                                     | Almirall |           | Sir Edward Syfret      | novembre de 1945 – gener de 1948 |
| 2                                     | Almirall |           | Sir Rhoderick McGrigor | gener de 1948 – gener de 1950    |
| 3                                     | Almirall |           | Sir Philip Vian        | gener de 1950 – juny de 1952     |
| 4                                     | Almirall |           | Sir George Creasy      | gener de 1952 – gener de 1954    |
| 5                                     | Almirall |           | Sir Michael Denny      | gener de 1954 – gener de 1956    |
| 6                                     | Almirall |           | Sir John Eccles        | gener de 1956 – gener de 1958    |
| 7                                     | Almirall |           | Sir William Davis      | gener de 1958 – juliol de 1960   |
| 8                                     | Almirall |           | Sir Wilfrid Woods      | juliol de 1960 – gener de 1963   |
| 9                                     | Almirall |           | Sir Charles Madden     | gener de 1963 – juliol de 1965   |
| 10                                    | Almirall |           | Sir John Frewen        | juliol de 1965 – octubre de 1967 |